# Yves Reinkin
Yves Reinkin (Ougrée, 8 mei 1960) is een Belgisch politicus van Ecolo.

## Levensloop
Reinkin werd beroepshalve onderwijzer. Ook werd hij sportief directeur en voorzitter van voetbalclub RCS Stavelotain.
Voor Ecolo was hij van 2001 tot 2004 gemeenteraadslid van Stavelot, een mandaat dat hij opnieuw uitoefende van december 2012 tot maart 2019, toen hij om gezondheidsredenen ontslag nam. Ook zetelde hij van 2004 tot 2014 in het Parlement van de Franse Gemeenschap als opvolger van de Duitstalige Monika Dethier-Neumann. Van 2012 tot 2014 was hij ondervoorzitter van dat parlement. 
Na zijn parlementaire loopbaan werd hij projectverantwoordelijke op de Dienst Jeugd van de Administratie van de Franse Gemeenschap.